# Daniel Ibáñez
Daniel Alejandro Ibáñez (San Justo, 29 marzo 1995) è un calciatore argentino, centrocampista del Bocale Calcio Admo.

## Caratteristiche tecniche
È un centrocampista mediano.

## Carriera

### Club
È cresciuto nelle giovanili del San Lorenzo.

### Nazionale
Con la nazionale Under-20 argentina ha partecipato al campionato mondiale del 2015, senza scendere in campo.

## Statistiche

### Presenze e reti nei club
Statistiche aggiornate al 10 aprile 2018.
| Stagione        | Squadra           | Campionato      | Campionato | Campionato | Coppe nazionali | Coppe nazionali | Coppe nazionali | Coppe continentali | Coppe continentali | Coppe continentali | Altre coppe | Altre coppe | Altre coppe | Totale | Totale | Totale |
| Stagione        | Squadra           | Comp            | Pres       | Reti       | Comp            | Pres            | Reti            | Comp               | Pres               | Reti               | Comp        | Pres        | Reti        | Pres   | Reti   |        |
| --------------- | ----------------- | --------------- | ---------- | ---------- | --------------- | --------------- | --------------- | ------------------ | ------------------ | ------------------ | ----------- | ----------- | ----------- | ------ | ------ | ------ |
| 2016-2017       | Chacarita Juniors | BN              | 33         | 0          | CA              | 1               | 0               |                    | -                  | -                  |             | -           | -           | 34     | 0      |        |
| 2017-2018       | San Lorenzo       | PD              | 0          | 0          | CA              | 0               | 0               |                    | -                  | -                  |             | -           | -           | 0      | 0      |        |
| 2017-2018       | Olimpo            | PD              | 4          | 0          | CA              | 0               | 0               |                    | -                  | -                  |             | -           | -           | 4      | 0      |        |
| Totale carriera | Totale carriera   | Totale carriera | 37         | 0          |                 | 1               | 0               |                    | -                  | -                  |             | -           | -           | 38     | 0      |        |